# El cementerio de los versos perdidos
El cementerio de los versos perdidos es un disco-libro de poesía escrito por Txus di Fellatio, baterista, letrista, compositor y líder del grupo Mägo de Oz. El libro está constituido por una serie de poemas con versos en los que cubre temas tanto sentimentales como góticos y "satánicos", como lo asegura la Santa Inquisición. El tono triste y el punto de vista de una mente libre y abierta hace al libro característico de Txus. Fue reeditado en el 2009 por Medea Ediciones en una versión ampliada y revisada, pero que ya no contaba con disco incluido. La primera edición (Libro+CD) salió a la venta el 23 de octubre de 2006, actualmente descontinuado, lo que lo hace una obra difícil de encontrar.
El libro contiene cincuenta y dos poemas escritos durante dos años y también contiene un disco con 3 canciones y 20 poemas recitados por el mismo Txus di Fellatio y musicalizados por Juanmi Rodríguez (Cuatro Gatos) y Jorge Salán.

## Poemas
1. Si yo, tú (narrado por Txus)
2. Escribo (narrado por Txus)
3. De mi cuerpo haces delito (narrado por Txus)
4. Mujer de ingle inquieta (narrado por Txus)
5. Hasta que te encuentre (narrado por Txus)
6. Cuando llegue mi hora (narrado por Txus)
7. Agua de cielo líquido (narrado por Txus)
8. Si te dicen que caí
9. Lamentos
10. Hoy voy a ser yo mismo (narrado por Txus)
11. Un lugar llamado nada. (narrado por Txus)
12. El hombre de su vida
13. De tu boca
14. Hoy tiritan las estrellas (narrado por Txus)
15. Imagina (narrado por Txus)
16. Vivir no es sólo respirar (Parte I)
17. Vivir no es sólo respirar (Parte II)
18. Espérame soledad
19. El Príncipe de la Dulce Pena (Parte I)
20. El Príncipe de la Dulce Pena (Parte II) (narrado por Txus)
21. El Príncipe de la Dulce Pena (Parte III) (narrado por Txus)
22. Mira que eres puta
23. Canciones canallas
24. Para ella (narrado por Txus)
25. Pregúntale a la luna
26. Sutil
27. Buenos días, amor mío.
28. Apiádate de mí
29. Mi olvido
30. Al Jazz
31. Desnúdese la madrugada
32. Me miras
33. Apechuga (narrado por Txus)
34. El Oso que afinaba pianos (narrado por Txus)
35. Otra forma de prostitución (narrado por Txus)
36. Malditas
37. ¿Qué te duele, Olvido?
38. El Talón
39. Hoy la sierra llueve penas (narrado por Txus)
40. Vendo una patria
41. Ojos color cielo (narrado por Txus)
42. Arpegios rotos
43. El Mar de la Arena Triste
44. Ven, acuéstate a mi lado (narrado por Txus)
45. Me debes solo una sonrisa
46. Ayúdame a elegir un beso
47. Sin ti sería silencio
48. El día que cuente vivir
49. Posdata: Te Amo
50. El hombre que inventó sus sueños
51. El hombre deshabitado
52. El turno de la rosa
53. Y seras canción
54. No me digas adiós

Disco
1.- Si Yo, Tú 
2.- Agua de Cielo Líquido 
3.- Cuando Llegue mi Hora
4.- Apechuga
5.- Escribo 
6.- Hasta Que te Encuentre 
7.- Para Ella 
8.- El Oso Que Afinaba Pianos
9.- Hoy la Sierra Llueve Penas
10.- Mujer de Ingle Inquieta
11.- Un Lugar Llamado Nada
12.- Hoy Tiritan las Estrellas 
13.- Otra Forma de Prostitución
14.- El Príncipe de la Dulce Pena (Parte III)
15.- De mi Cuerpo Haces Delito
16.- Imagina 
17.- Ven, acuéstate a mi lado
18.- Ojos color cielo
19.- El Príncipe de la Dulce Pena (Parte II)
20- Hoy Voy a Ser Yo Mismo
21.- Adiós Dulcinea (Mägo de Oz)
22.- Y Serás Canción (maqueta tributo a Big Simon)
23.- No Me Digas Adiós